# قرار مجلس الأمن التابع للأمم المتحدة رقم 1998
قرار مجلس الأمن التابع للأمم المتحدة رقم 1998، المتخذ بالإجماع في 12 يوليو 2011، بعد إعادة التأكيد على القرارات 1261 (1999)، 1314 (2000)، 1379 (2001)، 1460 (2003)، 1539 (2004)، 1612 (2005) و1882 ( 2009) بشأن حماية الأطفال في النزاعات المسلحة، أعلن المجلس حظر المدارس والمستشفيات على الجماعات المسلحة والأنشطة العسكرية على حد سواء وطالب الأمين العام بوضع هذه الجرائم على قائمة مرتكبي «الانتهاكات الجسيمة» ضد الأطفال.
كان القرار، الذي رعته ألمانيا،  هو القرار الثامن بشأن الأطفال والنزاع المسلح الذي يتم تمريره منذ عام 1998.

## القرار

### أعمال
وأدان مجلس الأمن بشدة جميع انتهاكات القانون الدولي التي تنطوي على تجنيد الأطفال من قبل أطراف النزاع المسلح وكذلك العنف الجنسي والاغتصاب والاختطاف والقتل والهجمات على المدارس أو المستشفيات ومنع وصول المساعدات الإنسانية إلى الأطفال. وطُلب من الأمين العام أن يدرج في تقاريره معلومات عن الهجمات على المدارس أو المستشفيات والأشخاص المحميين، إلى جانب محدد من التقرير مخصص لمسألة الأطفال في النزاعات المسلحة.
وحث القرار أطراف النزاع المسلح على الامتناع عن الأعمال التي من شأنها أن تمنع الأطفال من الحصول على التعليم أو الخدمات الصحية. وفي هذا الصدد، كان على الأمين العام أن يرصد ويبلغ عن الاستخدام العسكري غير المشروع للمدارس. ومع ملاحظة أن بعض الأطراف في النزاع المسلح قد أعدت خططا لإنهاء استخدام الأطفال في النزاع، فقد حُثت الأطراف التي لم تفعل ذلك على الوفاء بالتزاماتها وإعداد خطط محددة زمنيا لإنهاء الممارسات غير القانونية.
والمجلس مصمم على ضمان احترام قراراته المتعلقة بالأطفال في الصراع المسلح. طُلب من جميع الدول اتخاذ إجراءات ضد المتماثلين في ارتكاب انتهاكات القانون الدولي المتعلقة بالأطفال في حالات النزاع المسلح. وفي غضون ذلك، ستدرج الأمم المتحدة أحكاما لحماية الأطفال في بعثات حفظ السلام وبناء السلام والبعثات السياسية.
أخيرًا، طُلب من الأمين العام بان كي مون تقديم تقرير بحلول يونيو 2012 عن تنفيذ القرار 1998.

## روابط خارجية
- نص القرار في undocs.org